# الأرمن في لبنان
أرمن لبنان وهو المواطنون اللبنانيون ذوي الأصل الأرمني، يعود الوجود الأرمني في لبنان لعدة قرون وجاء معظمهم بعد المذابح الأرمنية في بداية القرن العشرين. حسب منظمة حقوق الأقليات العالمية يبلغ تعداد الأرمن في لبنان 156 ألف ويمثلون نسبة 4% من سكان لبنان، أثناء الحرب الأهلية اللبنانية هاجر الكثير منهم إلى أوروبا وأمريكا، ينتشرون بشكل أكبر في بيروت وضواحيها ويتواجدون أيضاً في عنجر وفي مناطق أخرى وللأرمن في لبنان أحزاب سياسية ممثلة لهم.

## الشخصيات
- ماريا نالبنديان مغنية
- أرام الأول مطران الأرمن في لبنان
- زافين قيومجيان مذيع
- أرثور نزاريان سياسي
- كريم بقرادوني سياسي
- سيرج تانكيان مغني
- بولا يعقوبيان مذيعة ونائبة في البرلمان اللبناني
- غريتا تسلاكيان عداءة
- إيمان ممثلة
- نورهان مغنية
- سيتا مانوكيان رسامة
- نيشان إعلامي
- جويل مردينيان إعلامية